# Ginástica artística nos Jogos Olímpicos de Verão de 2020 - Solo feminino
A competição do solo feminino da ginástica artística nos Jogos Olímpicos de Verão de 2020 ocorreu em 25 de julho e 2 de agosto de 2021 no Centro de Ginástica de Ariake, em Tóquio. Um total de 85 ginastas de 42 Comitês Olímpicos Nacionais (CON) participaram do evento após realizarem o exercício na qualificatória.
Jade Carey venceu a competição, conquistando o terceiro título consecutivo dos Estados Unidos no solo. Foi a primeira medalha olímpica de Carey. Vanessa Ferrari, da Itália, ganhou a prata, conquistando sua primeira medalha olímpica, bem como a primeira medalha olímpica individual da Itália na ginástica artística feminina e a segunda medalha no geral. Mai Murakami, do Japão, e Angelina Melnikova, do ROC empataram no bronze. Foi a primeira medalha olímpica de Murakami e a quarta de Melnikova. Assim como Ferrari, a medalha de Murakami também foi a primeira medalha olímpica individual de seu país na ginástica artística feminina e a segunda no geral.

## Qualificação
Cada Comitê Olímpico Nacional (CON) poderia inscrever até seis ginastas: uma equipe de quatro e mais duas especialistas. As 12 equipes que se classificaram preencheram 48 vagas também para as competições individuais, sendo as três primeiras equipes do Campeonato Mundial de 2018 (Estados Unidos, Rússia e China) e as nove primeiras equipes (excluindo as já qualificadas) do Campeonato Mundial de 2019 (França, Canadá, Países Baixos, Grã-Bretanha, Itália, Alemanha, Bélgica, Japão e Espanha).
As vagas restantes foram atribuídas individualmente. Cada ginasta poderia ganhar apenas uma vaga, sendo alguns dos eventos individuais abertos a ginastas de CONs com equipes qualificadas, enquanto outros não. Essas vagas foram preenchidas por meio de diversos critérios baseados no Campeonato Mundial de 2019, nas séries da Copa do Mundo, campeonatos continentais, país sede e convite da Comissão Tripartite. A pandemia COVID-19 atrasou muitos dos eventos de qualificação para a ginástica. Os Campeonatos Mundiais de 2018 e 2019 foram concluídos no prazo, mas muitos dos eventos da série da Copa do Mundo foram adiados para 2021.
Cada uma das ginastas participantes são elegíveis para a competição de solo, mas nem todas tentaram se classificar para a final na qualificatória (85 obtiveram pontuação no total).

## Formato
As oito primeiras classificadas na fase qualificatória (com limite de duas por CON) avançaram para a final do aparelho. As finalistas realizaram um exercício adicional. As pontuações da qualificatória não são consideradas, contando apenas as pontuações da final.

## Calendário
Horário local (UTC+9)
| Data        | Horário | Rodada         | Subdivisão   |
| ----------- | ------- | -------------- | ------------ |
| 25 de julho | 10:00   | Qualificatória | Subdivisão 1 |
| 25 de julho | 11:50   | Qualificatória | Subdivisão 2 |
| 25 de julho | 15:10   | Qualificatória | Subdivisão 3 |
| 25 de julho | 17:05   | Qualificatória | Subdivisão 4 |
| 25 de julho | 20:20   | Qualificatória | Subdivisão 5 |
| 2 de agosto | 17:55   | Final          | Final        |

## Medalhistas
| Ouro   | USA Jade Carey                          |
| Prata  | ITA Vanessa Ferrari                     |
| Bronze | JPN Mai Murakami ROC Angelina Melnikova |

## Resultados

### Qualificatória
As oito melhores ginastas na qualificatória se classificaram para a final. Como apenas duas ginastas por CON poderiam avançar, caso algumas delas estivessem entre as oito primeiras não estariam elegíveis para a final, com a vaga indo para a próxima ginasta na classificação.
| Pos. | Ginasta                | Nota D | Nota E | Pen.  | Total  | Notas |
| ---- | ---------------------- | ------ | ------ | ----- | ------ | ----- |
| 1    | ITA Vanessa Ferrari    | 5.9    | 8.266  |       | 14.166 | Q     |
| 2    | USA Simone Biles       | 6.7    | 7.733  | 0.300 | 14.133 | QD    |
| 3    | USA Jade Carey         | 6.2    | 7.900  |       | 14.100 | Q     |
| 4    | BRA Rebeca Andrade     | 5.7    | 8.366  |       | 14.066 | Q     |
| 5    | GBR Jessica Gadirova   | 5.5    | 8.533  |       | 14.033 | Q     |
| 6    | ROC Viktoria Listunova | 5.6    | 8.400  |       | 14.000 | Q     |
| 7    | ROC Angelina Melnikova | 5.8    | 8.200  |       | 14.000 | Q     |
| 8    | JPN Mai Murakami       | 5.8    | 8.133  |       | 13.933 | Q     |
| 9    | GBR Jennifer Gadirova  | 5.4    | 8.400  |       | 13.800 | R1D   |
| 10   | ROC Vladislava Urazova | 5.3    | 8.333  |       | 13.633 |       |
| 11   | ROC Lilia Akhaimova    | 5.8    | 7.833  |       | 13.633 |       |
| 12   | BEL Nina Derwael       | 5.0    | 8.566  |       | 13.566 | R2    |
| 13   | USA Jordan Chiles      | 5.9    | 7.666  |       | 13.566 |       |
| 14   | USA MyKayla Skinner    | 6.0    | 7.566  |       | 13.566 |       |
| 15   | CAN Brooklyn Moors     | 5.1    | 8.433  |       | 13.533 | R3    |

Mudanças antes da final
- DClassificada em segundo lugar, Simone Biles desistiu por motivos de saúde mental e foi substituída pela primeira reserva, Jennifer Gadirova.[11]

### Final
A final foi disputada em 2 de agosto de 2021, com as classificadas realizando um exercício para a pontuação final.
| Pos.              | Ginasta                | Nota D | Nota E | Pen.  | Total  |
| ----------------- | ---------------------- | ------ | ------ | ----- | ------ |
| Medalha de ouro   | USA Jade Carey         | 6.3    | 8.066  |       | 14.366 |
| Medalha de prata  | ITA Vanessa Ferrari    | 5.9    | 8.300  |       | 14.200 |
| Medalha de bronze | JPN Mai Murakami       | 5.9    | 8.266  |       | 14.166 |
| Medalha de bronze | ROC Angelina Melnikova | 5.9    | 8.266  |       | 14.166 |
| 5                 | BRA Rebeca Andrade     | 5.9    | 8.233  | 0.100 | 14.033 |
| 6                 | GBR Jessica Gadirova   | 5.6    | 8.400  |       | 14.000 |
| 7                 | GBR Jennifer Gadirova  | 5.1    | 8.133  |       | 13.233 |
| 8                 | ROC Viktoria Listunova | 5.2    | 7.300  | 0.100 | 12.400 |

Murakami e Melnikova tiveram notas-E idênticas (8.266), e também notas-D idênticas (5.9), o que significa que o empate foi mantido de acordo com os procedimentos de desempate da FIG e ambas dividiram a mesma posição.